# Super Mario 64 DS
Super Mario 64 DS es un videojuego de plataformas desarrollado y publicado por Nintendo para la consola Nintendo DS en 2004. Fue el primer juego para DS de la franquicia Mario. Super Mario 64 DS es un remake de Super Mario 64, el juego de 1996 para Nintendo 64, con nuevos gráficos, personajes, objetos coleccionables, un modo multijugador y varios minijuegos adicionales. Como en el original, la trama se centra en rescatar a la Princesa Peach de Bowser. A diferencia del original, Yoshi es el protagonista original, con Mario, Luigi y Wario como personajes desbloqueables.
Nintendo presentó Super Mario 64 DS como demo multijugador en el E3 2004, y lo puso a la venta en noviembre de 2004. El juego recibió críticas generalmente positivas de la crítica, que alabó su modo para un jugador y los cambios introducidos en el juego original. Sin embargo, fue criticado por su modo multijugador y la falta de controles analógicos. El juego es el décimo más vendido de Nintendo DS, con más de 11,06 millones de copias vendidas en 2018. Super Mario 64 DS se reeditó en la Consola Virtual de Wii U en diciembre de 2015.

## Trama
El juego comienza con Mario recibiendo una carta de la Princesa Peach en la que le invita a su castillo a comer un pastel que ha preparado para él. Mario llega al castillo de Peach con Luigi y Wario. El trío desaparece al entrar en el castillo, y Lakitu, la cámara del juego, informa a Yoshi de su desaparición. Yoshi explora el castillo de Peach para encontrar a Mario, Luigi, Wario y Peach.
Por todo el castillo hay pinturas y paredes secretas que actúan como portales a otros mundos donde Bowser y sus secuaces guardan las Power Stars. Tras recuperar algunas y derrotar a los esbirros de Bowser, Yoshi desbloquea puertas que acceden a otras zonas del castillo, donde encuentra a Mario y sus amigos capturados.
Yoshi derrota a Goomboss y libera a Mario mientras siguen buscando en el castillo más Power Stars. Mario derrota al Rey Boo y libera a Luigi, que usa un potenciador de invisibilidad para derrotar al Jefe Chilly, y luego libera a Wario usando la llave. Mario y sus amigos se enfrentan a tres carreras de obstáculos, cada una de las cuales desemboca en una batalla contra Bowser. Tras derrotarle cada vez, reciben una llave que abre más niveles del castillo.
Tras recoger 80 Power Stars, Mario y sus amigos llegan a la zona más alta del castillo, donde tiene lugar la batalla final contra Bowser. Finalmente, tras derrotar a Bowser, Mario y sus amigos regresan al castillo de Peach, donde la liberan de una vidriera situada sobre la entrada. Como recompensa por salvar a Peach, besa a Mario en la nariz y se va a hacer la tarta que le había prometido. El juego termina cuando Mario, Luigi, Peach, Yoshi y Wario saludan al jugador mientras Lakitu filma y se va volando. Aparece una foto con la tarta Peach.

## Sistema de juego
Super Mario 64 DS es un videojuego de plataformas en 3D en el que el jugador controla a cuatro personajes diferentes a través de varios niveles para conseguir 150 Power Stars, 30 más que en el juego original. Cada personaje es esencial para completar el juego. Cada nivel es un mundo cerrado en el que el jugador es libre de deambular en todas direcciones y descubrir el entorno sin límites de tiempo. Los mundos están habitados por enemigos que atacan a los personajes y también por criaturas amistosas que prestan asistencia, ofrecen información o piden ayuda. El jugador recoge estrellas en cada recorrido; algunas estrellas sólo aparecen tras completar determinadas tareas, a menudo indicadas por el nombre del recorrido. Estos retos incluyen derrotar a jefes, resolver puzles, competir con un oponente y recoger monedas. A medida que el jugador recoge estrellas, se puede acceder a más zonas del castillo.
Los potenciadores de Super Mario 64 DS adoptan la forma de sombreros especiales similares a los que llevan Mario, Luigi y Wario (todos ellos con la voz de Charles Martinet) y están disponibles en algunos niveles. Al adquirir uno de estos sombreros, el personaje del jugador cambiará al personaje correspondiente. Los sombreros se caen si el personaje es golpeado, pero pueden volver a adquirirse. Yoshi (al que pone voz Kazumi Totaka) puede empezar un nivel con el sombrero de cualquiera de los otros personajes disponibles. Otro objeto inicial, «Flower Power», proporciona a cada personaje una habilidad diferente: Mario puede flotar, similar al objeto globo de Super Mario World; Luigi se vuelve intangible y transparente, similar al sombrero invisible de la versión de Nintendo 64; Wario se recubre de metal, lo que le hace temporalmente invencible a los ataques enemigos y se hunde en el agua, similar al sombrero metálico de la versión original; y Yoshi puede escupir fuego. Cada habilidad es necesaria para completar áreas específicas del juego. Otros objetos son el «Champiñón», que aumenta el tamaño y la fuerza del personaje, y la Pluma, que sólo Mario puede recoger y que le permite volar de la misma forma que en el juego original. Sin embargo, en el modo Versus, otros personajes pueden obtener alas; en el caso de Yoshi, crea alas a partir de su cuerpo, igual que en Super Mario World.
El juego utiliza las dos pantallas del sistema para ofrecer nuevas opciones. La pantalla superior muestra el juego normal, mientras que la inferior puede funcionar como mapa desplegable y controles táctiles. El mapa superior muestra el recorrido actual del jugador y muestra la ubicación de los objetos. Los controles táctiles incluyen botones virtuales, que rotan el ángulo de la cámara de la pantalla superior, y controles direccionales del personaje, que pueden manejarse con el lápiz táctil de la DS o con el pulgar del jugador usando la muñequera de la DS. Además de la aventura para un jugador, el juego incluye 36 minijuegos y un modo multijugador. A los minijuegos se accede atrapando conejos en el juego principal. Todos los minijuegos utilizan la pantalla táctil para jugar y se basan en diferentes temas: carreras, juegos de cartas, puzles, etc. El modo multijugador utiliza la descarga inalámbrica DS, en la que hasta cuatro jugadores compiten entre sí con Yoshi verde, rojo, azul y amarillo (al que pone voz Kazumi Totaka): en el escenario aparecen sombreros de personajes que permiten a los jugadores transformarse en Mario, Luigi o Wario. Wario puede aturdir a sus oponentes levantándolos, haciéndolos girar y lanzándolos.

## Desarrollo
Super Mario 64 DS fue desarrollado por Nintendo Entertainment Analysis and Development y publicado por Nintendo para la Nintendo DS. Se trata de un remake del juego de lanzamiento de Nintendo 64, Super Mario 64, con un motor 3D que reproduce muchos de los efectos visuales del juego original. Los cambios gráficos incluyen la ausencia de filtrado de texturas y versiones actualizadas de los modelos de los personajes que representaban sus diseños actualizados.

## Lanzamiento y promoción
Titulado originalmente «Super Mario 64 ×4», el juego se mostró por primera vez como demo multijugador en el E3 2004, antes del lanzamiento de la Nintendo DS. Unos meses más tarde, Nintendo anunció que se estaba desarrollando un juego real, junto con muchos otros. En la conferencia de Nintendo DS del 7 de octubre de 2004, se volvió a mostrar el juego y se reveló nueva información; el nombre cambió a Super Mario 64 DS y se utilizarían cuatro personajes diferentes (Mario, Luigi, Yoshi y Wario) en la aventura principal para un jugador. La demo era una versión más completa del juego que la del E3 —el desarrollo del juego estaba completado en un 90% en ese momento— y destacaba los distintos personajes del modo para un jugador e incluía minijuegos; el modo multijugador, sin embargo, no estaba presente.
Antes de la conferencia, la aparición del arte de la caja en la página de productos de GameStop hizo especular con que el juego sería de lanzamiento. Nintendo confirmó el rumor anunciando en la conferencia que el juego sería un juego de lanzamiento de Nintendo DS en Norteamérica y Japón. A medida que se acercaba el lanzamiento del juego, el calendario de lanzamiento de los juegos de lanzamiento cambió; muchos juegos se retrasaron, mientras que otros se anunciaron para salir unos días antes que la Nintendo DS. Super Mario 64 DS era el único juego previsto para la consola.
Super Mario 64 DS salió a la venta por primera vez en Norteamérica para la Nintendo DS el 21 de noviembre de 2004 como juego de lanzamiento de la consola. El 5 de junio de 2011, el juego se volvió a empaquetar en una caja roja (junto con New Super Mario Bros., Mario Kart DS, Mario Party DS, Mario & Luigi: Bowser's Inside Story y Mario vs. Donkey Kong: Mini-Land Mayhem!) junto con una bajada de precio de 99 dólares para la DS. Super Mario 64 DS se reeditó posteriormente en Japón para Wii U como parte de la gama de juegos de la Consola Virtual el 6 de enero de 2016, y posteriormente se lanzó en Norteamérica en agosto de ese año.

## Recepción

### Ventas
Tras su lanzamiento en Japón, el juego vendió 241 000 copias el 19 de diciembre de 2004, y fue el quinto juego más vendido en las listas de ventas semanales de esa semana. Las ventas siguieron aumentando y Super Mario 64 DS vendió 639 000 unidades el 20 de febrero de 2005. El juego aparecía con frecuencia en las listas de ventas de Amazon.com, y en la primera semana de junio de 2006 figuraba como el sexto juego más vendido de Nintendo DS, alcanzando el número tres en la última semana del mes. El juego volvió a aparecer a finales de julio de 2006 como el octavo juego más vendido. A principios de 2008, las listas de Amazon.com lo situaban como el séptimo juego de Nintendo DS más vendido en Estados Unidos. En Estados Unidos vendió 1,4 millones de copias y recaudó 42 millones de dólares en agosto de 2006. Entre enero de 2000 y agosto de 2006, fue el séptimo juego más vendido para la Nintendo DS. En noviembre de 2006, el juego vendió más de un millón de unidades en Europa y, a finales de 2007, más de dos millones de copias en Estados Unidos. A 31 de mayo de 2011, el juego había vendido 4,34 millones de copias en Estados Unidos, y en octubre de 2012 Nintendo informó de que el juego había superado las ventas de 5 millones de unidades. A 31 de marzo de 2018, Super Mario 64 DS había vendido 11,06 millones de copias en todo el mundo.

### Críticas
Tras su lanzamiento, IGN lo etiquetó como «Elección del Editor» y le otorgó el título de «Juego del Mes» para la Nintendo DS, citando el juego como un «gran logro» en las capacidades de la consola. En 2005, el juego ganó el premio Golden Joystick al mejor juego portátil del año. Antes del lanzamiento del juego, Craig Harris de IGN, analizó la demo inicial. Comentó la fiel recreación de los gráficos originales y dijo que la pequeña pantalla de la Nintendo DS ayuda a ocultar cualquier defecto visual. Harris criticó los controles del juego, calificándolos de un poco «lentos» y «torpes». Aunque alabó los gráficos y las novedades jugables, Harris expresó su decepción por el hecho de que Mario se hubiera lanzado para la nueva consola como un remake y no como un juego completo. Anoop Gantayat de IGN, predijo que el juego sería un gran éxito entre los aficionados estadounidenses. En Japón, Famitsu clasificó Super Mario 64 DS como el 29º juego más popular.
Phil Theobald de GameSpy, elogió Super Mario 64 DS, calificándolo de «fantástico» y alabando las nuevas características: minijuegos, uso de una segunda pantalla y estrellas extra. También comentó que la jugabilidad del juego original sigue siendo la misma diez años después de su lanzamiento original. Harris afirma que se ha conservado la sensación original de Super Mario 64, mientras que los nuevos retos y características se han basado en una forma que aumenta la longevidad del juego. Elogió los gráficos y el audio y consideró que el juego era una buena demostración de las capacidades de la Nintendo DS. Jeff Gerstmann de GameSpot, también alabó los gráficos, en concreto el mayor número de polígonos y la fluidez de la tasa de imágenes por segundo. Calificó Super Mario 64 DS de «gran actualización de un juego clásico» y opinó que los cambios y las funciones adicionales ofrecían una nueva experiencia a los fans del original. En cambio, Jeremy Parish de 1UP.com, opinaba que el juego no ofrecía suficientes contenidos nuevos para justificar la compra. Alabó la inclusión de personajes adicionales, calificándolos de «giro simpático», pero concluyó su análisis calificando el juego de «versión mal concebida» que debería jugarse en el sistema original.
Theobald consideró que la falta de un stick analógico dificultaba los controles más que en el juego original y requería un breve periodo de adaptación. También dijo que el teclado digital de la pantalla táctil y el control analógico virtual eran «complicados» y requerían práctica. Harris repitió comentarios similares y señaló que la pantalla táctil no proporciona una respuesta física como un stick analógico. Añadió que el juego nunca estuvo pensado para jugarse sin los controles analógicos adecuados. Gerstmann se refirió al modo multijugador como «monótono» y lo consideró falto de longevidad, pero comentó que era un buen extra que demostraba las capacidades multijugador inalámbricas del sistema. Theobald estuvo de acuerdo en que era una buena incorporación, pero la consideró una «diversión» de la que los jugadores se cansarían rápidamente.